# Mario Mauro
Mario Mauro (n. 24 iulie 1961, San Giovanni Rotondo, Apulia, Italia) este un om politic și profesor italian. În 1985 a absolvit cursurile Facultății de Litere și Filozofie a Universității Cattolica del Sacro Cuore din Milano. Din 2008 este profesor universitar în istorie la Universitatea Europea di Roma. Din 1999 până în 2013, a fost europarlamentar din partea Italiei, ales pe listele Forței Italia, apoi ale Partidului Poporul pentru Libertate (PdL), fost membru al grupului europarlamentar al Partidului Popular European. În 2013, demisionează din PdL și se înscrie în Alegerea Civică, partidul fostului premier Mario Monti. La alegerile parlamentare din 2013, obține un mandat de senator în colegiul 1 din Lombardia, pe listele coaliției de centru Cu Monti pentru Italia, și este învestit în funcția de ministru al Apărării.